# Bakú (región económica)
La región económica de Bakú (en azerí: Bakı iqtisadi rayonu) es uno de los principales regiones económicos de Azerbaiyán. La región económica incluye la ciudad de Bakú. Bakú está situada en la costa sur de la península de Absheron, que se proyecta en el Caspio. Las industrias principales son industria petrolera, comercio internacional, industria textil, tecnología de información, etc.

## Historia
Desde 1991 hasta 2021, el territorio de la ciudad de Bakú fue un parte de la región económica de Absheron. 
Según un decreto del presidente "Sobre la nueva división de regiones económicas en la República de Azerbaiyán" el territorio de Azerbaiyán desde 7 de julio de 2021 está dividido en 15 regiones económicas, una de las cuales es la región económica de Bakú.

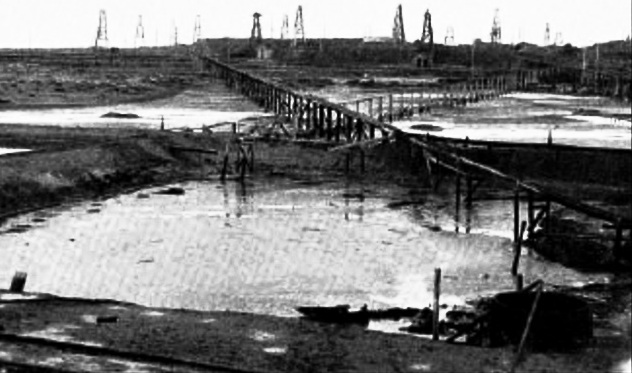
El primer oleoducto Balakhani – la Ciudad Negra

## Economía
La base de la situación económica de la región de Bakú es el petróleo. A principios del siglo XX los campos petrolíferos de Bakú eran los más grandes del mundo. En 1844 en Bakú fueron comenzados los trabajos de perforación del pozo en Bibi-Heybat. En 1846 aquí fue perforado el primer pozo de exploración de petróleo, que fue terminado a 1848. El 14 de julio de 1848 fue extraído el primer barril de petróleo. En 1873 por primera vez fue realizado el transporte del petróleo por buques cisternas de Bakú a Astracán.
Al principio del siglo XX en Bakú existían 167 empresas petroleras. Hacia el final del siglo XX la mayor parte del petróleo en tierra se había agotado, y la perforación se había extendido en la costa del mar. Bakú era uno de los mayores centros de producción de equipos de la industria petrolera antes de la Segunda Guerra Mundial. La ciudad fue uno de los mayores centros petroleros de la antigua Unión Soviética.
En la actualidad la economía del petróleo de Bakú está experimentando un resurgimiento, con el desarrollo masivo del campo Azeri-Chirag-Guneshli, del campo de gas de Shaj Deniz, la expansión de la Terminal Sangachal y del oleoducto BTC.